# Spondylus gaederopus
A Spondylus gaederopus a kagylók (Bivalvia) osztályának a fonálkopoltyúsak (Ostreoida) rendjébe, ezen belül a Spondylidae családjába tartozó faj.
A Spondylus kagylónem típusfaja.

## Előfordulása
A Spondylus gaederopus eredeti előfordulási területe a Földközi-tenger, azonban talán a Szuezi-csatorna miatt a Vörös-tengerbe is bekerült.

## Megjelenése
A vöröses-barna héját számos tüske borítja.

## Képek

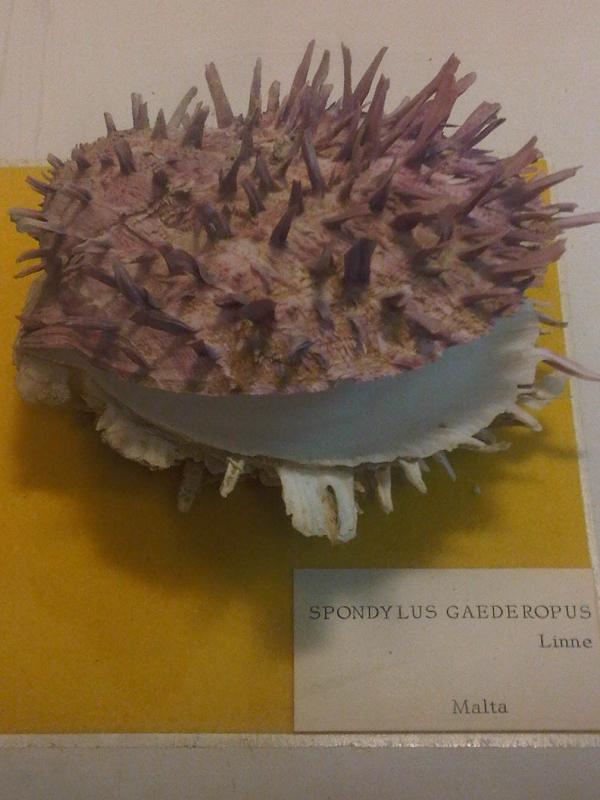
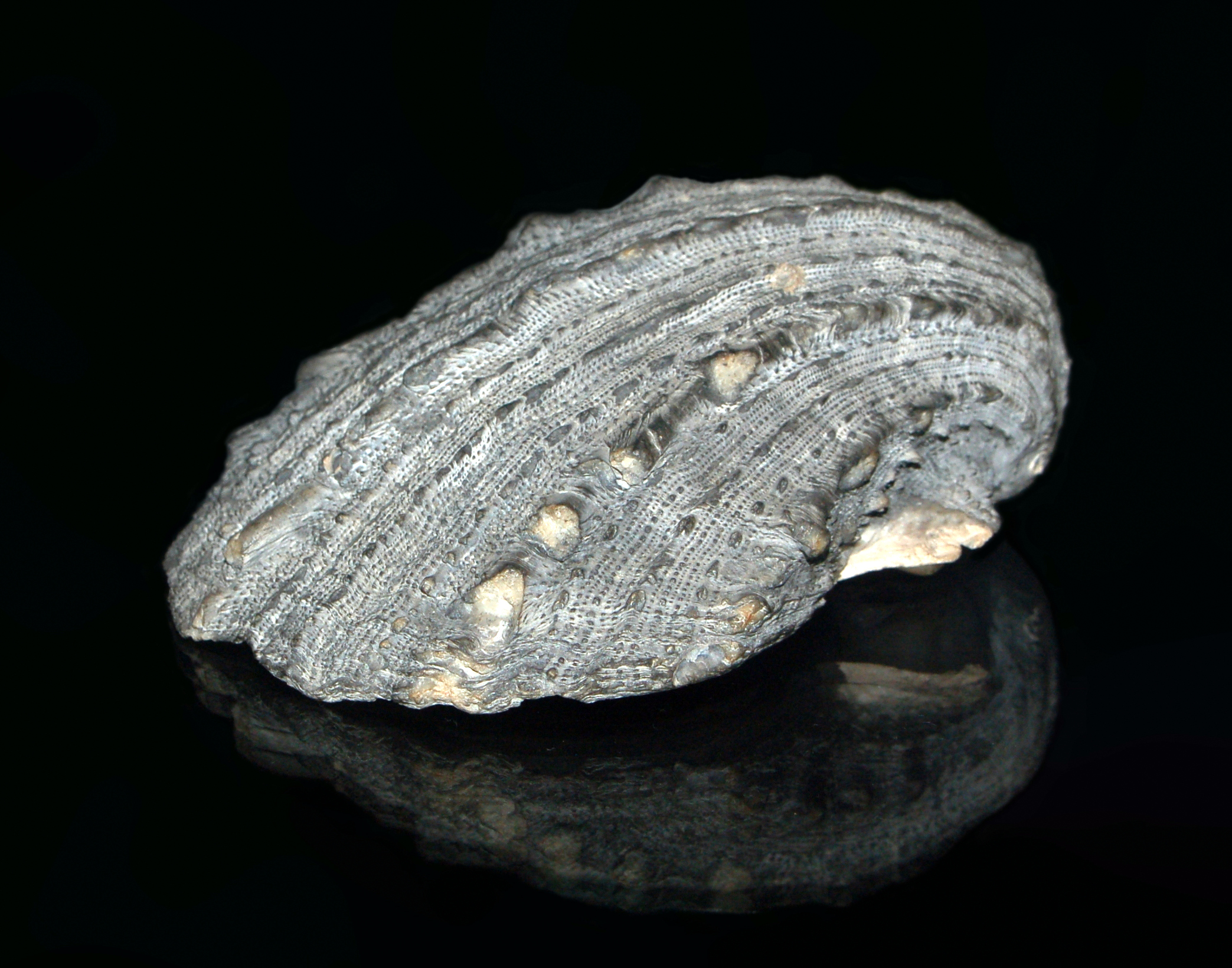
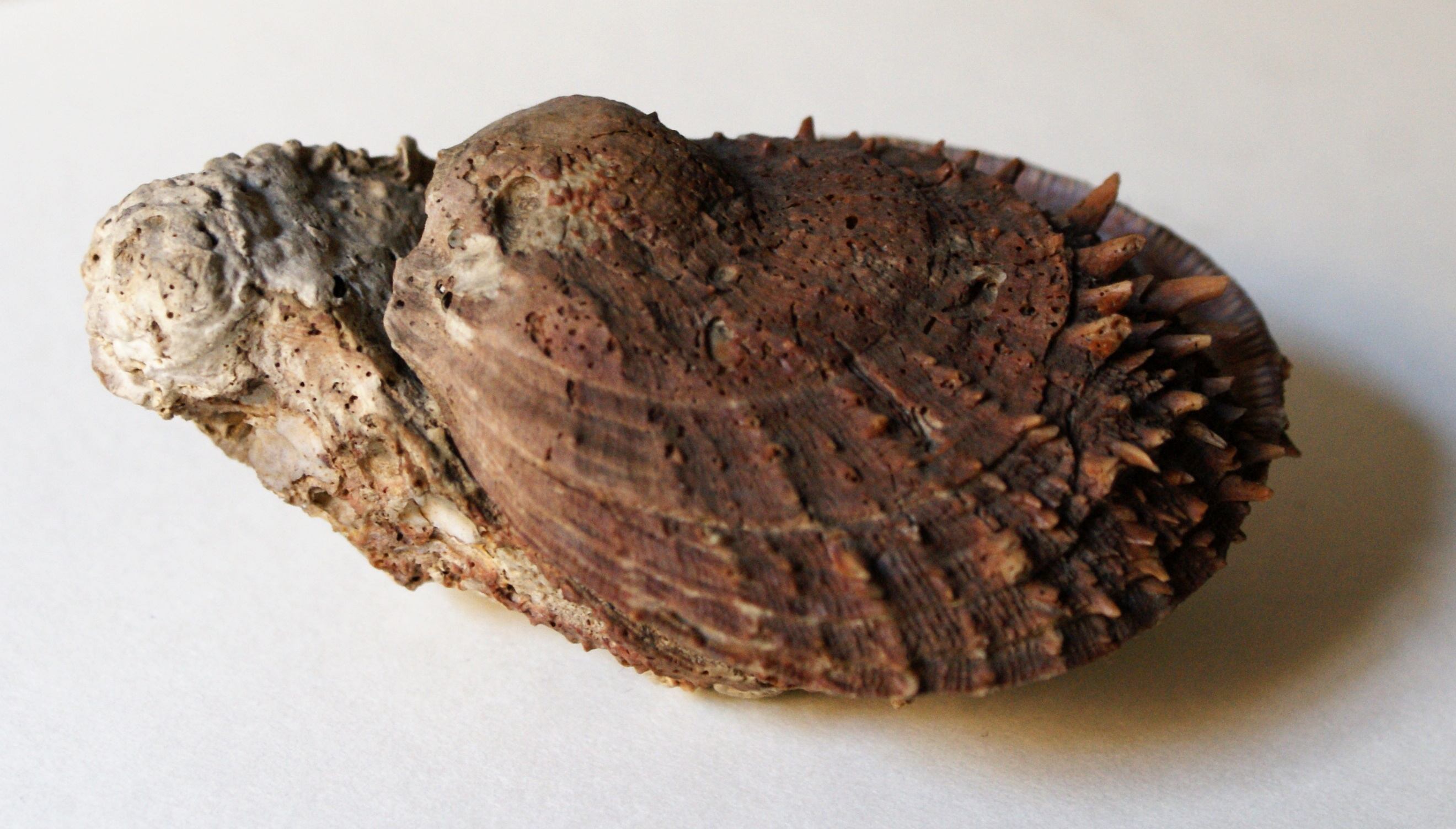
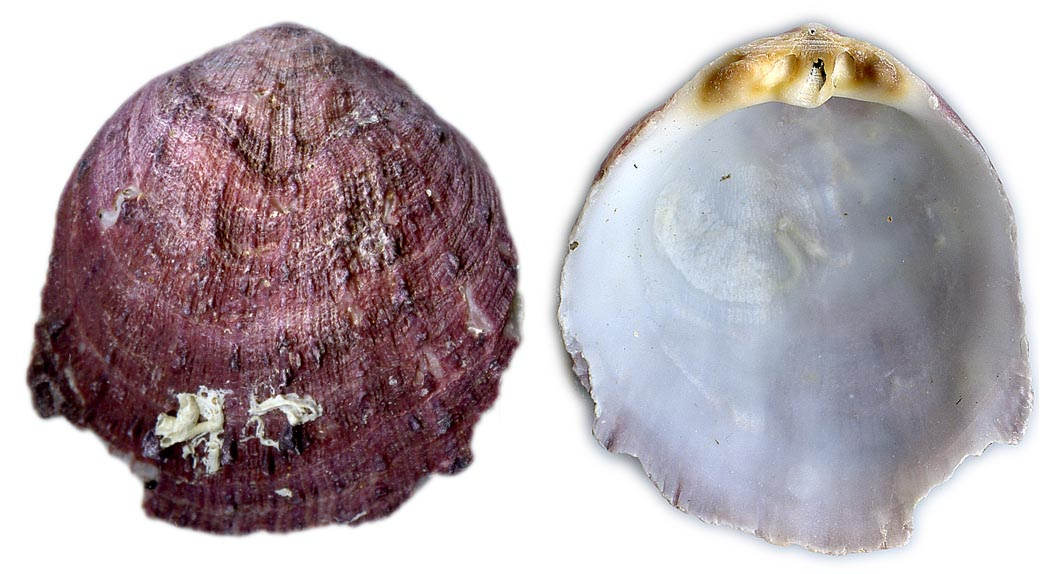

## Életmódja
Tengeri kagylófaj.